# Баширов, Александр Николаевич
Алекса́ндр Никола́евич  Баши́ров (род. 24 сентября 1955, Согом, Ханты-Мансийский район, Ханты-Мансийский национальный округ, Тюменская область, СССР) — советский и российский актёр кино, телевидения и озвучивания, кинорежиссёр, сценарист, продюсер, художник, режиссёр видеоклипов. Заслуженный деятель культуры Ханты-Мансийского автономного округа — Югры.

## Биография
Родился 24 сентября 1955 года в деревне Согом Ханты-Мансийского Автономного округа Тюменской области.
Мать, Мария Катыровна Баширова, из сибирских татар деревни Карагай Вагайского района Тюменской области, после окончания курсов телеграфистов отправлена по распределению начальником почты в деревне Согом. Отец, Николай Захарович Косыгин, из семьи русских, сосланных в 1932 году из Тобольска, работал в речфлоте. После расставания с Николаем Мария переехала в Тюмень и работала на железной дороге. Дед по материнской линии, Катыр, был раскулачен. Участник Великой Отечественной войны, лишился руки на фронте.
В 1972 году приехал в Ленинград, учился в ПТУ № 57 по специальности плиточника-облицовщика, затем работал на цементном заводе в Выборге. Занимался в литературном кружке под руководством Еремея Айпина в Ханты-Мансийске.
В 1979 году поступил в Тюменский государственный университет на специальность «Русский язык и литература», но не окончил.
В 1981—1983 годах служил в армии (в танковых войсках Забайкальского военного округа). В армейском клубе был художником, написал портрет генсека, на котором изобразил Леонида Ильича Брежнева в танковом шлеме.
Поступил на режиссёрский факультет ВГИКа в 1984 году (мастерская Игоря Таланкина, затем мастерская Анатолия Васильева), который окончил в 1989 году. Дебют Александра Баширова в качестве киноактёра состоялся в 1986 году в фильме Сергея Соловьёва «Чужая белая и рябой».
В 1990—1991 годах учил английский язык на курсах в Колумбийском университете. Занимался в актёрской мастерской под руководством Лоуренса Арансио в «Бергхоф-студии» в Нью-Йорке.
Участвовал в «Поп-механике» и спектакле «Колобок» Сергея Курёхина.
В 1996 году организовал в Санкт-Петербурге студию «Дебоширфильм», в которой является художественным руководителем и преподавателем актёрско-режиссёрской мастерской.
В 1998 году стал одним из основателей фестиваля независимого кино «Чистые грёзы», проводимого в Санкт-Петербурге.
В 1998 году дебютировал фильмом «Железная пята олигархии» («Ж. П. О.»), получившим множество наград российских и зарубежных кинофестивалей, в том числе и главный приз «Tiger Award» Роттердамского кинофестиваля.
В пасхальную неделю 1999 года снял документальный фильм «Белград, Белград!», когда самолёты НАТО бомбили город.
В 2014 году совершил поездку в Донбасс, где снимал фильм с рабочим названием «Донбасс стучит в наше сердце».
Член Союза кинематографистов России. Заслуженный деятель культуры Ханты-Мансийского автономного округа.
По состоянию на декабрь 2019 года снялся более чем в ста шестидесяти фильмах. Работал с крупными режиссёрами российского кино: Алексеем Германом, Алексеем Балабановым, Сергеем Соловьёвым, Кирой Муратовой. Снимался в таких культовых фильмах и сериалах, как «Асса» С. Соловьёва, «Игла» Р. Нугманова, «Мама, не горюй» М. Пежемского, «Золотой век» И. Хотиненко, «Груз 200» А. Балабанова, «Раскол» Н. Досталя, «Домашний арест» П. Буслова, «Мастер и Маргарита» В. Бортко и др.

## Личная жизнь
Жена Инна Волкова, солистка группы «Колибри». Дочь Александра-Мария (род. 1997).
В студенческое время был женат на сокурснице, американке Венди Ньютон, дочери общественного деятеля, актрисы и документалистки Джоан Харви (создательницы фильма America: From Hitler to M-X). Некоторое время жил в США, где родился сын Кристофер.

## Фильмография

### Актёрские работы
- 1986 — Чужая белая и рябой — чудик
- 1987 — Асса — Шурик Бабакин, лже-майор ВВС
- 1988 — Игла — Спартак
- 1989 — Чёрная роза — эмблема печали, красная роза — эмблема любви — Толик Гнилюга
- 1990 — Сообщница
- 1991 — Дом под звёздным небом — Валентин Компостеров
- 1991 — Самостоятельная жизнь — майор химзащиты
- 1992 — Над тёмной водой — гэбист
- 1992 — Фиктивный брак — Румянцев
- 1993 — Американский дедушка — сутенёр
- 1995 — Прибытие поезда — оператор
- 1996 — Жёсткое время — бандит
- 1997 — Улицы разбитых фонарей — Владимир  (1 сезон, 8 серия «Блюз осеннего вечера»)
- 1998 — Мама, не горюй — Мишаня
- 1998 — Железная пята олигархии (Ж. П. О.) — Николай Петрович
- 1998 — Хрусталёв, машину! — Федя Арамышев
- 2000 — Граница. Таёжный роман — цирковой клоун
- 2001 — Агент национальной безопасности-3 (телесериал) — Осадчий, киллер (31 серия (3 сезон) «Игра»)
- 2001 — Яды, или Всемирная история отравлений — слесарь Арнольд
- 2001 — Даун Хаус — Фердыщенко
- 2001 — Кобра — первый боевик
- 2001 — Сёстры — Сейфуллин
- 2001 — Механическая сюита — человек за решёткой в машине
- 2002 — Чеховские мотивы
- 2002 — Русский спецназ — бандит
- 2002 — Ледниковый период — Клещ
- 2002 — Медвежий поцелуй — торговец животными
- 2002 — Смотрящий вниз — Витя, участковый
- 2002 — Челябумбия — Пу Сун Ли «девичья фамилия — Оболенский», завлит театра
- 2002 — Смеситель — Витя, сосед Кости
- 2003 — Ребята из нашего города — Мантулин
- 2003 — Жизнь одна — массовик-фотограф
- 2003 — Золотой век — Павел I
- 2003 — Удачи тебе, сыщик! — Колька
- 2003 — Чистые ключи — Сергей
- 2004 — Штрафбат — Алексей Шустров (Лёха «Стира»), штрафник, опытный карточный шулер
- 2004 — Бальзаковский возраст, или Все мужики сво... (серия «Самый лучший праздник») — медвежатник
- 2005 — Охота на асфальте — Ханёнок
- 2005 — Гибель империи — генерал Лавр Корнилов
- 2005 — 9 рота — «Помидор», прапорщик
- 2005 — Мама не горюй 2 — Миша
- 2005 — Мастер и Маргарита — кот Бегемот, шут-оборотень из свиты Воланда (озвучивал Семён Фурман)
- 2005 — Королева бензоколонки 2 — гуру
- 2005 — Жмурки — человек, привязанный к стулу (первый жмурик)
- 2005 — Бандитский Петербург. Фильм 7. Передел — терапевт, человек «Мюллера»
- 2005 — Вепрь — Тимофей Ребров
- 2005 — Убить Бэллу — пьяный в «обезьяннике»
- 2005 — Убойная сила (сезон 6). Серия 8 «Царь зверей» — Виктор Андреевич Татарино
- 2006 — Громовы (второй сезон) — рабочий на кладбище
- 2006 — День денег — Больной-старший
- 2006 — Питер FM — управдом
- 2006 — Никогда не разговаривайте с неизвестными
- 2006 — Большие девочки — Коля
- 2006 — Рататуй — шеф
- 2006 — Никто не знает про секс — Стасик
- 2006 — Викинг — Салим, торговец оружием
- 2006 — Гусары / Gusary — Серж Пистолькорс
- 2006 — Полное дыхание — Аркашка
- 2007 — Груз 200 — алкоголик
- 2007 — Два в одном — монтировщик Витя
- 2007 — Отец — Николай
- 2007 — 1814 — Прокофьев
- 2007 — Закон мышеловки — задержанный
- 2007 — Антидурь — Николай Николаевич Раков, эксперт-криминалист по наркотикам
- 2007 — Особенности национальной подлёдной ловли, или Отрыв по полной — капитан Улётов
- 2007 — Тупой жирный заяц — спонсор
- 2007 — Артисты — местный предприниматель
- 2007 — Щастье (короткометражный фильм) — волшебница
- 2007 — Волк (Россия-Венгрия) — шаман Николай Сергеевич
- 2007 — Ленинград — уголовник «Косой»
- 2008 — Апостол — Алексей Генрихович Душин
- 2008 — Никто не знает про секс 2 — Стасик
- 2008 — Отторжение — Люцифер
- 2008 — Подарок Сталину — майор МГБ
- 2008 — Река-море — Нос
- 2008 — Безумный ноябрь — экстремал
- 2008 — Завещание ночи — председатель сельсовета
- 2008 — Старшая жена — Колхоз-Хан
- 2008 — Заходи – не бойся, выходи – не плачь — Перетятько
- 2008 — Настоящая любовь — «Пётр»
- 2009 — Самый лучший фильм 2 — папа Мажора
- 2009 — 2-Асса-2 — Шурик Бабакин
- 2009 — Платина 2 — Жучок
- 2009 — ЛОпуХИ: Эпизод первый — бомж
- 2009 — Какраки — Крутиков
- 2009 — Стая — полковник Клебанов, начальник Шантарского городского управления внутренних дел
- 2009 — Вторые — полицай Фомич
- 2009 — О, счастливчик! — Перельман
- 2010 — Игла Remix — Спартак
- 2010 — Край — абориген Вовка
- 2010 — Правдивая история об Алых парусах — сыщик Дрейк
- 2010 — Ефросинья — Тихон
- 2010 — Красная ртуть / Punane elavhõbe — Кирст
- 2010 — Робинзон — Ворона
- 2010 — Демоны — Вован
- 2010 — Белое платье — конюх
- 2010 — Хранители сети — Руководитель ассоциации «Русские витязи»
- 2011 — Безразличие — Бучнев
- 2011 — Детка — Зизитоп
- 2011 — Костоправ — Упырь
- 2011 — Пётр Первый. Завещание — Иван Балакирев, придворный шут Петра I
- 2011 — Раскол — юродивый Васька Босой
- 2012 — Грач — Максим Степанович Черепанов («Репа»), кольщик
- 2012 — На Байкал 2: На абордаж — врач
- 2013 — Дримс — безумный философ
- 2013 — Похабовск. Обратная сторона Сибири — Эдуард Романович Максимов, действующий мэр Похабовска
- 2013 — Отель «Президент» — Михаил Аронович Красик, бухгалтер
- 2013 — Шерлок Холмс — Керслейк, клерк канцелярии её величества
- 2014 — Здрасьте, я ваш папа!
- 2014 — Корпоратив
- 2014 — Ёлки 1914 — матрос Железняк
- 2014 — Белые волки 2 — Юван Юванович Рамбадеев, лесник
- 2014 — Я витаю в облаках — лжепродюсер
- 2015 — Дельта. Продолжение — Дмитрий Короленко (Королёк)
- 2015 — Временно недоступен — Никитин, режиссёр
- 2015 — Картина маслом — Авель Иванович
- 2015 — Страна Оз — Дюк
- 2016 — Гастролёры — Хмырь
- 2016 — Хармс —  сосед Хармса / старушка, выпавшая из окна
- 2016 — Завтра утром — веломастер
- 2016 — МухАморы[5] — Гордей Иванович
- 2016 — Человек из будущего
- 2017 — Z
- 2017 — Карп отмороженный — гробовщик
- 2017 — Лалай-Балалай — мужчина в автомобиле
- 2018 — Лето — пассажир в электричке
- 2018 — Мёртвые ласточки — Сашок
- 2018 — Домашний арест — коллектор Григорий
- 2018 — Зулейха открывает глаза — Горелов
- 2018 — Бар «На грудь» — Сергей, новый бармен
- 2020 — Проект «Анна Николаевна» — Кулёмин
- 2020 — Последний министр — Премьер-министр («Новогодняя» серия)
- 2020 — Ольга (4 сезон, 13 и 17 серии) — «Бог Ольги» — мужчина в лесу / продавец яблок
- 2020 — Митьковская встреча эры милосердия — Промокашка
- 2021 — Не лечи меня — благодарный пациент
- 2022 — Закрыть гештальт — чёрт
- 2022 —  Ёлки 9 — приятель в гараже
- 2023 — Король и Шут (сериал)  — 4-я серия персонаж на кладбище
- 2024 — Где наши деньги? — тренер

### Режиссёрские работы

#### Фильмы и сериалы
- 1998 — Железная пята олигархии (Ж. П. О.)
- 2003 — Удачи тебе, сыщик (сериал)

#### Короткометражки
- 1986 — Аутсайдер (короткометражный, не сохранился)
- 1986 — Ода к радости (короткометражный, не сохранился)

#### Документальное кино
- 1999 — Белград, Белград! (документальный)

#### Клипы
- 1997 — клип группы «Колибри» — «А я?»[6]
- 2000 — клип Вячеслава Бутусова и группы Deadушки — «Настасья»[7]
- 2001 — клип группы «Колибри» — «Пластинка»[8]

### Озвучивание
- 1997 — Брат — бандит (роль Игоря Лифанова)
- 2000 — чтец на музыкальном альбоме Константина Кинчева и «Рикошета» — «Геополитика»
- 2010 — Белка и Стрелка. Звёздные собаки — мопс Муля

## Клипы
- 1993 — «Чиж & Co» — «Вечная молодость»
- 2001 — «Агата Кристи» — «Пуля»
- 2000 — Вячеслав Бутусов и «Deadушки» — «Настасья»
- «25/17» — «Мама, мы все тяжело больны»
- 2019 — «Cream Soda» — «Никаких больше вечеринок»

## Награды и премии
- 1998 — кинофестиваль «Виват кино России!» в Санкт-Петербурге, приз прессы[источник не указан 3077 дней] — за фильм «Железная Пята Олигархии»
- 1998 — кинофестиваль «Окно в Европу» в Выборге, специальный приз гильдии киноведов и кинокритиков[9] — за фильм «Железная Пята Олигархии»
- 1998 — международный кинофестиваль молодого кино «Кинофорум», приз «Серебряный гвоздь» в конкурсе дебютов[источник не указан 3077 дней] — за фильм «Железная Пята Олигархии»
- 1998 — Венецианский международный кинофестиваль, приз журнала «FilmKritika» — за фильм «Железная Пята Олигархии»
- 1998 — открытый российский кинофестиваль «Кинотавр» в Сочи, приз ФИПРЕССИ[источник не указан 3077 дней] — за фильм «Железная Пята Олигархии»
- 1999 — кинофестиваль «Литература и кино» в Гатчине, Большой приз жюри, приз за лучшую мужскую роль, специальный приз жюри[10] — за фильм «Железная Пята Олигархии»
- 1999 — международный кинофестиваль в Александрии, главный приз за лучший европейский фильм[источник не указан 3077 дней] — за фильм «Железная Пята Олигархии»
- 1999 — международный кинофестиваль в Роттердаме, приз «Tiger Award»[11] — за фильм «Железная Пята Олигархии»
- 2003 — фестиваль «КиноРок» — лучший актёр Александр Баширов в роли Настасьи в одноимённом клипе[12]